# Сальчедо
Сальчедо (італ. Salcedo) — муніципалітет в Італії, у регіоні Венето, провінція Віченца.
Сальчедо розташоване на відстані близько 440 км на північ від Рима, 75 км на північний захід від Венеції, 25 км на північ від Віченци.
Населення — 1028 осіб (2014).
Щорічний фестиваль відбувається 26 липня. Покровитель — Sant'Anna.

## Демографія
Населення за роками:

Станом на 1 січня 2023 року в муніципалітеті офіційно проживали 24 іноземці з 8 країн, серед них 13 громадян країн Євросоюзу.

## Сусідні муніципалітети
- Фара-Вічентіно
- Луго-ді-Віченца
- Лузіана
- Маростіка
- Мольвена